# Foyle (rzeka)
Foyle (irl. An Feabhal) – rzeka graniczna między Irlandią (hrabstwo Donegal) i Irlandią Północną (hrabstwa Tyrone i Londonderry).
Foyle wypływa i jest naturalnym przedłużeniem rzeki Finn. Bieg swój zaczyna w miejscowości Strabane i tuż za Londonderry (Derry) wpływa na jeziora o tej samej nazwie Foyle. Przez rzekę przerzucone są cztery mosty: Lifford w Strabane (wybudowany w latach 60. XX w.) i trzy w Londondery (Craigavon, zwany także Blue Bridge, Foyle Bridge i otwarty w czerwcu 2011 r. Peace Bridge).
Folye i północnoirlandzka część dorzecza objęte są ochroną jako Area of Special Scientific Interest (ASSI).
Jest tutaj jedna z największych populacji łososia atlantyckiego w Europie, i od 1 marca do 15 września jest ona popularnym miejscem wędkowania.